# ایغدیر (شهر)
ایغدیر (زبان ترکی استانبولی و آذربایجانی: İğdır [Igdir] (); کردی: Îdirqelas; ارمنی: ԻգդիրTsolakert) شهری در شرق کشور ترکیه است. این شهر مرکز استان ایغدیر می‌باشد. ایغدیر در نزدیکی مرز ایران–ترکیه قرار دارد. جمعیت این شهر بر اساس سرشماری سال ۲۰۰۸ میلادی ۷۵٬۸۲۴ نفر و بر اساس برآوردهای سال ۲۰۰۹ میلادی ۷۵٬۷۲۱ نفر بوده است. بیشتر اهالی ایغدیر را آذری‌ها و باقی اهالی را ترکان آناتولی و کردها تشکیل می‌دهند. سنان اوغان آذربایجانی نمایندهٔ این شهر در مجلس ملی ترکیه بوده است.

## تاریخچه
تاریخ‌دانان باور دارند که نام ایغدیر در تاریخ با نام ارمنی تسولاکرت (Tsolakert) در قرون وسطی به کار رفته است. در سال ۱۴۰۰ میلادی زمانی که کلاویخو سیاح اسپانیایی از این شهر می‌گذشت اشاره می‌کند که شهر دژی دارد که توسط یک زن که بیوه شخصی بوده که تیمور لنگ وی را به مرگ محکوم کرده است اداره می‌شود. در سال ۱۵۵۵ میلادی شهر به تصرف صفویان درآمد و دردست حکومت ایران باقی‌ماند (بجز چند دوره اشغال نظامی توسط عثمانی در میانه سال‌های -۱۶۰۵، ۱۶۳۵–۱۶۳۶ و ۱۷۲۲–۴۶) تا زمانی که دولت قاجار ایران در دوره دوم جنگ‌های ایران و روس در میانه سال‌های ۱۸۲۶ تا ۱۸۲۸ از روسیه شکست خورد و شهر به تصرف روسیه درآمد، سرانجام مطابق معاهده ترکمنچای در ۲۱ فوریه ۱۸۲۸ این شهر از ایران جدا و ضمیمه روسیه شد.
تحت حکومت روسیه دو مدرسه یکی برای دختران یکی برای پسران و سه کلیسا ایجاد شد و ۱۰۰ خانواده ارمنی اجازه یافتند که به این شهر مهاجرت کنند و جمعیت شهر در این هنگام به ۱۰ هزار نفر افزایش یافته بود. اقتصاد شهر نیز بر پایه کشاورزی و بازرگانی استوار بود.پس از انقلاب اکتبر ۱۹۱۷ روسیه، منطقه تحت کنترل یک کمیته اداری موقت ایجاد شده توسط سه گروه اصلی قومی در قفقاز درآمد.
بر پایه مرزهای کشیده شده توسط وزارت امور خارجه ایالات متحده در نوامبر ۱۹۲۰، ایغدیر برای تبدیل شدن به بخشی جدایی ناپذیر از جمهوری ارمنستان پیش‌بینی شده بود؛ ولی در سپتامبر ۱۹۲۰ ترکیه آغازگر جنگی به رهبری کمال مصطفی پاشا برای از میان بردن جمهوری و تصرف ایغدیر شد. فرمانده ترک ژنرال کاظم کارابکیر فرمانده ارتش ترکیه بود ولی در آغاز ارتش ترکیه موفق به تصرف ایغدیر به خاطر مقاومت شدید نیروهای ارمنی نشد. اما پس از چند روز سرانجام موفق به بیرون راندن نیروهای ارمنی از ایغدیر در ۲۰ اکتبر ۱۹۲۰ شدند.بر پایه اسناد رسمی ترکیه ارمنی‌ها پس از آنکه در منطقه شاه تختی شکست خوردند ایغدیر را رها کردند و پس از سوزاندن پلی که روی رود ارس بود به مناطق شمالی عقب‌نشینی کردند. پس از چند گفتگوی صلح، ایغدیر ضمیمه خاک ترکیه شد و البته در سال ۱۹۲۱ میلادی بر اساس معاهده قارص دستاوردهای این جنگ رسمی شد.

## مردم‌شناسی
بر پایه سرشماری امپراتوری روسیه در سال ۱۸۹۷ شهر ایغدیر ۴۶۸۰ نفر جمعیت داشته است که ۳۹۳۴ نفر ارمنی و ۵۵۹ نفر روس بودند.
پس از جدایی از ایران این شهر مدتی تحت فرمانروایی استان ارمنستان و مدتی گرجستان روسیه قرار داشت. در سال ۱۸۸۶ بر پایه فهرست سرشماری روسیه از مجموع ۷۱٬۰۶۶ نفر جمعیت این شهر ۳۴٬۳۵۱ آذربایجانی (۴۸٫۳٪ که در منابع تاتار عنوان شده‌اند) ۲۲٬۰۹۶ ارمنی (۳۱٫۱٪) و ۱۴٬۶۱۹ کرد (۲۰٫۶٪) بوده‌اند.
امروزه جمعیت ایغدیر ترکیبی از اکثریت آذربایجانی، (به شکل عمده) و ترک و کرد است.
| اقوام مردم استان ایغدیر | اقوام مردم استان ایغدیر | اقوام مردم استان ایغدیر | اقوام مردم استان ایغدیر | اقوام مردم استان ایغدیر |
| ----------------------- | ----------------------- | ----------------------- | ----------------------- | ----------------------- |
|                         |                         |                         |                         |                         |
| آذربایجانی              | آذربایجانی              |                         | ۶۵٪                     | ۶۵٪                     |
| کُرد                     | کُرد                     |                         | ۲۲٪                     | ۲۲٪                     |
| تُرک                     | تُرک                     |                         | ۱۳٪                     | ۱۳٪                     |

جشن بهاری نوروز که در ایران رسمی است به صورت گسترده‌ای در این شهر جشن گرفته می‌شود.